# 경주 진씨
경주 진씨(慶州 陳氏)는 경상북도 경주시를 본관으로 하는 한국의 성씨이다.

## 역사
경주 진씨의 시조 진익룡(陳翼龍)은 경주부사(慶州府使)를 지냈다. 여양 진씨 임신(壬申, 1992년) 대동보(大同譜)에 합보하여 어사공파(상계), 신광군파(중계)로 등재되어 있다.

## 인물
- 진성일(陳聖一, 1664년 ∼ 1743년) : 조선 후기 문인. 자는 청지(淸之)이고, 호는 눌용재(訥傭齋)이다. 본관은 경주(慶州)이다. 증조부는 울진현감(蔚珍縣監) 진백년(陳百年)이고, 조부는 통덕랑(通德郞) 진세형(陳世馨)이다. 아버지 병암(屛庵) 진홍조(陳弘祖)와 어머니 함양박씨(咸陽朴氏) 사이에서 태어났다. 어려서부터 총명하여 학문의 성취가 빨라 경학(經學)을 두루 공부하였다. 장성한 후에는 권두기(權斗紀)‧권만(權萬)‧이유(李瑜) 등과 교유하였다. 문집으로 『눌용재문집(訥傭齋文集)』이 전해진다. 문집 내용 중, 소(疏)의 ‘청정문정공체향오천서원(請鄭文貞公餟享烏川書院)’은 정사도(鄭思道)의 위패를 연일(延日)의 오천서원에 배향할 것을 청원하는 상소문이며, 잡저(雜著) 가운데 ‘교원완의(校院完議)’는 향교와 서원의 풍기가 문란해지자 수십 조의 절목(節目)을 만들어 퇴속(退俗)을 바로잡으려고 한 것이다. ‘정수의읍폐문(呈繡衣邑弊文)’, ‘여석민폐정문(礪石民弊呈文)’은 지역의 폐단을 시정하여 백성들의 고충을 덜도록 건의하는 내용이다.

- 진수일(陳秀一, 1943년 ~ 2009년) : 영상의학과 의사
- 진훈(陳薰, 1966년 ~ ) : 성형외과 의사

## 과거 급제자
경주 진씨는 조선시대 무과 급제자 5명, 생원시 2명을 배출하였다.
무과
진기운(陳起運) 진덕유(陳德裕) 진백년(陳百年) 진세항(陳世恒) 진재경(陳載景) 
생원시
진경헌(陳景憲) 진성후(陳聖後) 

## 인구
- 1985년 371가구 1,522명
- 2000년 1,114,424,322가구 5,113,124명